# Mahārājganj (ort i Indien, Uttar Pradesh, Rāe Bareli)
Mahārājganj är en ort i Indien.   Den ligger i distriktet Rāe Bareli och delstaten Uttar Pradesh, i den centrala delen av landet, 500 km sydost om huvudstaden New Delhi. Mahārājganj ligger 123 meter över havet och antalet invånare är 6 442.
Terrängen runt Mahārājganj är mycket platt. Runt Mahārājganj är det tätbefolkat, med 591 invånare per kvadratkilometer. Närmaste större samhälle är Rāe Bareli, 17,2 km söder om Mahārājganj. Trakten runt Mahārājganj består till största delen av jordbruksmark.